# Twisted Metal (jeu vidéo, 1995)
 (octobre 2019).
Si vous disposez d'ouvrages ou d'articles de référence ou si vous connaissez des sites web de qualité traitant du thème abordé ici, merci de compléter l'article en donnant les références utiles à sa vérifiabilité et en les liant à la section « Notes et références ».
Twisted Metal est un jeu vidéo de combat motorisé développé par SingleTrac Entertainment et édité par Sony Computer Entertainment, sorti en 1995 sur PlayStation.
Twisted Metal a été réédité dans la collection « Greatest Hits ».

## Scénario
Le personnage central du scénario est un homme qui se fait appeler Calypso, l'organisateur du tournoi Twisted Metal. Il promet au gagnant d'exaucer un de ses souhaits, sans limite, même s'il semble irréalisable. L'histoire se déroule la veille de Noël 2005, durant la 10e édition du Twisted Metal, à Los Angeles.

## Système de jeu
Le concept de Twisted Metal est celui d'un Destruction Derby utilisant des projectiles balistiques. Le joueur choisit un véhicule et une arène — ou une série d'arènes dans le mode scénario — et combat les véhicules adverses. Plusieurs armes allant du missile au piège peuvent être ramassées dans l'arène ; il existe aussi des « stations de réparation » qui font remonter les points de vie jusqu'au maximum. L'objectif du jeu est d'être le dernier en vie.

## Contenu

### Personnages
Le jeu comporte 12 véhicules jouables. Chacun d'entre eux a ses propres caractéristiques, incluant le blindage, la vitesse, la maniabilité ou la puissance d'attaque ; chaque véhicule possède également son « attaque spéciale », qui peut être un super-missile, des lasers, ou des attaques au contact.
| Nom du véhicule | Type de véhicule                                    | Nom du conducteur         | Histoire du conducteur                                                                |
| --------------- | --------------------------------------------------- | ------------------------- | ------------------------------------------------------------------------------------- |
| Crimson Fury    | Voiture de sport rouge de type Lamborghini          | Agent Stone               | Un agent secret à la recherche d'un objet puissant.                                   |
| Darkside        | Semi-remorque noir                                  | Mr. Ash                   | Un rejeton de l'Enfer à la recherche de ce qui lui appartient de droit.               |
| Hammerhead      | Monster truck vert                                  | Dave & Mike               | Deux lycéens rebelles qui concourent pour le frisson du combat.                       |
| Mr. Grimm       | Moto noire                                          | Grim Reaper (le Faucheur) | Un être qui collectionne les âmes et qui en recherche une en particulier.             |
| Outlaw          | Voiture de police                                   | Carl Roberts              | Un policier qui veut mettre fin au Twisted Metal.                                     |
| Pit Viper       | Buggy                                               | Angela Fortin             | Une femme qui demande un million de dollars.                                          |
| Roadkill        | Voiture blindée de plaques de métal                 | Captain Spears            | Un ancien militaire qui veut sauver ses camarades morts à la guerre.                  |
| Spectre         | Voiture de sport blanche de type Chevrolet Corvette | Scott Campbell            | Le fantôme d'un homme qui veut revenir à la vie.                                      |
| Sweet Tooth     | Camion de glaces trafiqué                           | Needles Kane              | Un clown tueur à la recherche de son meilleur ami.                                    |
| Thumper         | Lowrider rose                                       | Bruce Cochrane            | Un homme qui veut mettre fin à la violence dans son quartier.                         |
| Warthog         | Humvee de l'armée                                   | Commander Mason           | Un soldat envoyé par le gouvernement américain pour retrouver un objet très puissant. |
| Yellow Jacket   | Taxi jaune                                          | Charlie Kane              | Un homme solitaire à la recherche de son fils disparu.                                |
| Minion          | Char d'assaut                                       | Minion                    | Le boss du jeu, indisponible dans le jeu normal.                                      |

### Niveaux
- Arena : Une arène de demolition derby accidentée, avec des spectateurs.
- Warehouse District Warfare : Une rue bordée d'entrepôts.
- Freeway Free For All : Une longue autoroute droite. Dans le mode multijoueur, il n'y a qu'une courte section, encombrée de véhicules en flammes.
- River Park Rumble : Une ville décorée pour Noël, comprenant deux quartiers séparés par un parc rempli de patineurs. Dans le mode multijoueur, il n'y a que le parc.
- Assault on Cyburbia : Le plus grand niveau du jeu, comprenant un quartier de banlieue, une section d'autoroute et un canal. Dans le mode multijoueur, il n'y a que le canal.
- Rooftop Battle : Une arène sur des toits de gratte-ciels. Tout véhicule qui tombe est éliminé instantanément. En mode scénario, après avoir éliminé trois adversaires, la bataille finale contre Minion a également lieu dans cette arène.
- Fight For Your Life : Une arène spéciale qui ne peut être déverrouillée que par un mot de passe. Elle est analogue au niveau « Arena », mais avec cinq adversaires au lieu d'un.

## Développement
Pendant la production du jeu, le nom qui lui avait été choisi était High Octane, nom qui est resté dans certaines cinématiques de fin. Le titre fut probablement modifié pour éviter une confusion ou des problèmes de droits d'auteur avec un autre jeu de combat de véhicules sur Playstation, Hi-Octane de Bullfrog, sorti la même année. L'ancien nom est resté sous forme de clin d'œil dans le niveau « Arena », où un panneau porte la mention « High Octane 2005 ».
Un autre nom fut proposé pour le jeu : Urban Assault ; mais il fut finalement utilisé comme sous-titre.
Le projet initial du jeu devait inclure des cinématiques de fin pour chaque personnage, mais au milieu du développement, elles furent remplacées par des textes défilants. Ces textes sont généralement fidèles aux vidéos originales, mais certains sont un peu différents (Sweet Tooth), voire changent les motivations du personnage (Thumper). Les vidéos originales ont été publiées comme bonus lors du portage sur PlayStation 2 du jeu PSP Twisted Metal: Head-On.